# Ogham-Marginalien im Codex Sangallensis 904

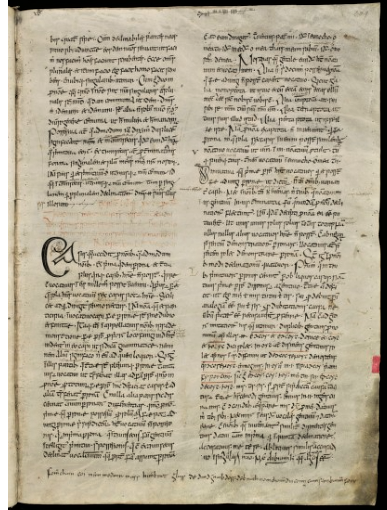
Codex Sangallensis 904, Seite 204; Ogham-Eintrag am oberen Seitenrand

Ogham-Marginalien im Codex Sangallensis 904 beschreibt die acht mit Ogham-Zeichen geschriebenen Randbemerkungen, sogenannte Marginalien, die in dem Manuskript Codex Sangallensis 904, einer im 9. Jahrhundert in Irland verfassten Abschrift der Institutiones grammaticae des lateinischen Grammatikers Priscian, enthalten sind. Die in Altirisch verfassten kurzen Ogham-Marginalien wurden bis auf eine Ausnahme (Seite 50, unterer Seitenrand) am oberen Seitenrand hinzugefügt. Diese Ogham-Eintragungen „liefern den unwiderlegbaren Beweis, dass die Ogham-Schrift unter den irischen Geistlichen im Mittelalter in Gebrauch war.“

## Historischer Hintergrund von Glossen bzw. Marginalien
Im Mittelalter war es für die Abschreiber von Manuskripten durchaus normal, eigene zusätzliche Anmerkungen, sogenannte Glossen, entweder am Rand (Marginalien) oder auch zwischen den Zeilen anzubringen. Das geschah zur selben Zeit der Abschrift. Inhaltlich bezogen sie sich auf den Fortschritt der Abschreibarbeit und auf besondere momentane Umstände und Gegebenheiten. Beschwerden über mangelhafte Schreibmaterialien wie Pergament und Tinte sowie Beschwerden über die Kälte und die Gesundheit wurden angemerkt. Auch bestimmte Feiertage zur Zeit der Abschrift wurden erwähnt. Oft wurden auch Stoßgebete und die Bitte um Segen für die Arbeit des Schreibers in den Glossen zwischen den Zeilen und am Seitenrand formuliert. Die angerufenen Heiligen waren bei irischen Schreibern ausschließlich irische Heilige.
Der Codex Sangallensis 904 enthält über 9000 Glossen in Latein und in Altirisch, wobei 3478 einschließlich der acht Ogham-Marginalien in altirischer Sprache geschrieben sind.

## Beschreibung der einzelnen Marginalien
Jede Ogham-Randbemerkung beginnt im Codex Sangallensis 904 mit dem Stammlinienanfangspfeil ᚛, der auch die Leserichtung von links nach rechts anzeigt. Auf das Stammlinienschlusszeichen hat der Schreiber verzichtet. Die Randbemerkungen stehen bis auf eine Ausnahme jeweils am oberen Seitenrand der Pergamentblätter. Lediglich die Eintragung auf Seite 50 steht unten. Bei den folgenden Übertragungen unterhalb der Originalabbildungen ist es dargestellt. Den jeweiligen Erklärungen zu den einzelnen Ogham-Einträgen liegen die Ausführungen von Graves, McManus und Ziegler zugrunde. Die Übertragungen der Ogham-Texte werden wie in der Fachliteratur üblich mit Großbuchstaben wiedergegeben.

### Seite 50: FERIA CAI HODIE
Den altirischen Kommentar FERIA CAI HODIE am linken unteren Seitenrand übersetzt McManus mit „heute ist der Festtag des Gaius“. Graves sieht als Tag der Niederschreibung dieses Ogham-Satzes den 4. Oktober, weil dieser Tag in der irischen Kirche und in anderen Kirchen als Gedenktag an Gaius (auch Caius, Gajus und Cajus) von Korinth (1 Kor 1,14 ) gefeiert wurde. Ziegler übersetzt dagegen lediglich „heute ist hier Feiertag“.

### Seite 70: FEL MARTAIN
FEL MARTAIN heißt „Feiertag des Martin“. Gemeint ist Martin von Tours und als Feiertag der 11. November (auch heute noch Martinstag in verschiedenen Kirchen). Vor allem im 9. Jahrhundert, der Zeit der irischen Abschrift dieser Priscian-Grammatik, erfuhr Martin in Irland eine ganz besondere Verehrung, was sich auch in zahlreichen Weihen von Kirchen für ihn und auf die Benennung von Kirchengemeinden niederschlug.

### Seite 170: MINCHASC
Die Übersetzung der Marginalie MINCHASC ist „Kleinostern“. Gemeint ist im heutigen deutschen Sprachgebrauch der Weiße Sonntag, der erste Sonntag nach Ostern. Wegen der zeitbedingten Beschädigung des oberen Randes der Seite 170 sind die Zeichen ᚉ (C) und ᚆ (H), die sich oberhalb der Stammlinie befinden, überhaupt nicht mehr sichtbar. Bei ᚋ (M) und + (A) ist jeweils nur der Zeichenteil unterhalb der Stammlinie erkennbar. Trotz der Verstümmelungen der Ogham-Zeichen, die bereits Graves in seinem Vortrag vom 9. April 1855 ansprach, ist die Lesung MINCHASC eindeutig und es ist keine Verwechslungsgefahr gegeben.

### Seite 193, Seite 194, Seite 195: COCART

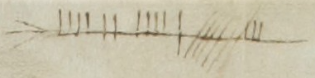
Seite 193

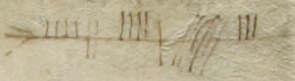
Seite 194

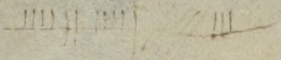
Seite 195

COCART heißt „Korrektur“ und „korrigiere“. Das Wort erscheint auf den Seiten 193, 194 und 195 jeweils am oberen Seitenrand in Ogham-Schrift. Auch wenn gemäß Graves das Wort nicht in Wörterbüchern der altirischen Sprache gefunden werden kann, gibt es dennoch keinen Zweifel an seiner Bedeutung. Die Korrekturen beziehen sich auf kurze Einträge am oberen Rand links, die dann in der gleichen Zeile vor oder nach dem oghamschriftlichen Wort für COCART vom Schreiber berichtigt wurden. Das sonst übliche Anfangszeichen ᚛ an der Stammlinie hat der Schreiber bei der Eintragung auf der Seite 195 weggelassen.

### Seite 196: A COCART INSO
Ein weiterer Korrekturvermerk in Ogham-Schrift findet sich auf Seite 196, nämlich A COCART INSO, was mit „dies ist eine Korrektur“ und „korrigiere dies“ zu übersetzen ist. Außergewöhnlich ist dabei die Verwendung eines späteren Zusatzzeichens (altirisch forfid, Plural forfeda). Das Forfid ᚙ für EA (Lautwert [æ]) und für X [ks] überliefert. Hier verwendet der Schreiber ᚙ jedoch für C (Übertragung bei McManus und Ziegler). Graves überträgt allerdings ᚙ mit SC und nicht mit C. Als Begründung gibt Graves an, dass irische Schreiber manchmal sc für das lateinische x setzten, so beispielsweise in den Wörtern ascella für axilla (Achsel) und bei dem Namen Mascimin für Maximin.

### Seite 204: LATHEIRT
LATHEIRT kommt von dem altirischen Wort laithirt, was wörtlich übersetzt „Ale (Bier) hat (mich) umgebracht“ heißt. In dieser Anwendung und bei Berücksichtigung in anderen Textzusammenhängen bedeutet das
Wort „exzessiver Bierkonsum“, „übermäßige Betrunkenheit“ und „starker Kater“. Der Schreiber hat mit einem einzigen Wort seine Entschuldigung als Begründung für Unzulänglichkeiten und Fehler in seiner Schreibarbeit ausgedrückt.

## Besonderheit
Die Ogham-Einträge aus dem 9. Jahrhundert im Codex Sangallensis sind die ältesten Ogham-Belegungen in einem mittelalterlichen Manuskript, die aus Wörtern und inhaltlich sinnvollen Aussagen bestehen. Zwar wurde die Berner Ogham-Zeichenübersicht, die im Codex 207 enthalten ist, bereits um 800 n. Chr. verfasst; es handelt sich hierbei aber lediglich um eine Aufstellung der Ogham-Zeichen als Einzelbuchstaben und in zweibuchstabigen Silben.